# Storitz Vilmos titka

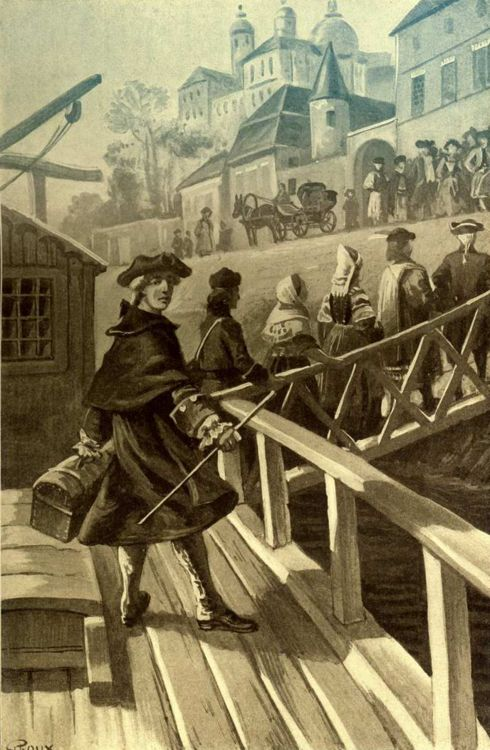
Utazás Magyarországra

A Storitz Vilmos titka Jules Verne 1911-ben megjelent – Magyarországon játszódó – regénye.
Az eredeti művet 1898-ban fejezte be Verne, de a regény csak a halála után, 1911-ben jelent meg az író fiának, Michel Verne-nek az átdolgozásában. Jules Verne eredeti kéziratát 1977-ben találták meg, ez a változat 1985-ben jelent meg a Société Jules Verne kiadásában.

## A regény keletkezése
A Storitz Vilmos titka történetének megírása valószínűleg két szakaszból állt. Az első tervezet 1897 körül keletkezett. Ez a változat valószínűleg megelőzte Wells: A láthatatlan ember (The Invisible Man, 1897) című regényét.
Majd később, 1901-ben, a regényt gondosan átvizsgálta, kiegészítette és korrigálta a szerző. Egész oldalakat áthúzott és egy új szövegrészt illesztett a korábbihoz. Annak ellenére, hogy nyomtatásra kész szöveg maradt fenn, a regény az író életében nem jelent meg.

## Történet
|  | Alább a cselekmény részletei következnek! |

- 1. fejezet

A Párizsban élő Henry Vidál 1775. április 4-i keltezéssel levelet kapott a testvérétől, Márktól. Az öccse Magyarországra hívta, hogy bemutassa számára a jegyesét, egy vagyonos magyar család gyönyörű, kedves és jóravaló lányát, Radvánszky Máriát. Henry azt tervezte, hogy Franciaországból Bécsig postakocsival, Bécstől kezdve Pozsonyig, aztán Budapestig, majd le Zimonyig a Dunán hajóval utazik majd.
Magam is nagyon érdeklődtem a magyar nép földje, főleg történelme iránt. A magyar nép történelme iránt, mely telve van hősi, bátor, nagylelkű cselekedetekkel és izgalmas eseményekkel. Ez a nép, a hatalmas német szomszédság ellenére is megőrizte nyelvét, kultúráját és faji függetlenségét, és ami a legfontosabb, történelmi hivatást töltött és tölt be Közép-Európában.
Henry a francia rendőrségen, ahová az útleveléért ment, véletlenül tudomást szerzett egy rendőrtiszt barátjától arról, hogy Radvánszky Máriának korábban már akadt egy kikosarazott kérője. Ez a német férfi a nemrég elhunyt híres alkimista, Storitz Ottó fia volt: Vilmos, aki az elutasítás ellenére is időről időre zaklatta a boldog házasságra készülő fiatalokat.
- 2. fejezet

Henry április 14-én indult el Párizsból, 11 nap múlva Bécsbe érkezett. Közben csak Strassburgban pihent meg egy keveset, ahol még városnézésre is maradt ideje. A további útvonala Aachenen, Karlsruhén, Stuttgarton, Ulmon, Württembergen, Augsburgon és Münchenen vezetett keresztül. Salzburgban osztrák földre jutott, majd április 24-én érkezett Bécsbe. 86 órát töltött az osztrák fővárosban, az volt a szándéka, hogy majd visszajövet nézi meg alaposabban. Innen a Dorottya nevű hajón folytatta útját, ahol utazás közben összebarátkozott egy franciául jól beszélő magyar fiatalemberrel, akivel jókat beszélgettek a fedélzeten.
Gondolataim elkalandoztak, visszaszálltak a messzi múltba, lelkemben felelevenedett mindaz, amit a magyar nemzet történetéről valaha olvastam. A honfoglaló hős Árpád, a nagy királyok, a bátor hadvezérek alakjai egymásután merültek fel lelki szemeim előtt. Aztán a sok megpróbáltatásra, tatárral, törökkel folytatott véres küzdelmekre, a török hódoltság nyomorúsággal teli hosszú-hosszú évtizedeire gondoltam. Mennyit kellett ennek a nemzetnek küzdenie, harcolnia, hogy faját, nyelvét a vérzivataros századokból kimentse, megtartsa.
Miközben a hajóra nagy mennyiségű rakományt pakoltak, a francia mérnök egy napot Pozsony szépségeinek megtekintésére fordított. A továbbiakban rácsodálkozott arra, hogy a Duna Magyarország területén hatalmas, széles folyóvá vált. Megízlelte a Dunántúl és Tokaj híres borait, és arra a véleményre jutott: „A magyarországi bor pedig tudvalevőleg mindjárt a francia bor után következik minőségben, Európa második legjobb bortermelő országa Magyarország, a spanyolok és olaszok ebben a tekintetben messze elmaradnak mögöttük.”
Esztergom és Vác után a két ikerváros, Buda és Pest következett. Végigkóborolta a szűk, kanyargós, kis budai utcákat, megcsodálta a furcsa, régi házakat, a 150 éves török hódoltság emlékeit, megnézte Gül Baba sírját is. Pesten jóval több időt töltött, mint Budán, reggeltől estig fáradhatatlanul rótta az utcákat. Felmentem a Várhegyre, a Gellért-hegyre, megcsodálta a Halászbástyát. Végezetül Henry elment a Margitszigetre és kirándult a Városligetbe.
Egy pesti étteremben egy újságcikkre lett figyelmes, amely a Storitz Ottó születésnapja címet viselte, és az elhunyt tudós sprembergi temetőben lévő sírjánál tartandó megemlékezésről és a hírhedt kémikus munkásságáról szólt.
Pesten sokan szálltak le és fel a hajóra, az újonnan jöttek között egy furcsa, sűrű szemöldökű, mogorva német fiatalember is, aki Henryben az utazás során rossz érzéseket keltett. Május 8-án az éjszakát Dunapentele mellett töltötték, Mohácsra május 10-én érkeztek, majd Zombornál az ellenszenves német kiszállt a hajóból. Zimonyhoz érkezve valaki német nyelven megszólalt Henry háta mögött: – Jaj Vidál Márknak és jaj Radvánszky Máriának! Örökre boldogtalanok lesznek, ha meg mernek esküdni egymással!
A férfi hátrafordult, de egyedül állt, senki sem volt mögötte.
- 3. fejezet

A hajóállomáson Henry végre találkozott rég nem látott öccsével, és megismerkedett Radvánszky Ferenc huszárkapitánnyal, majd a Nagyszállóba költözött, ahol Márk is lakott. A két testvér a szállodában hosszan elbeszélgetett egymással. Márk részletesen elbeszélte arcképfestői karrierjét, Henry megtudta, hogy a testvérét az osztrák udvarban Mária Teréziának is bemutatták. A két szerelmes egymásra találásának történetére terelődött a beszéd, az is kiderült, hogy a házasságkötés után egy-két hónappal a fiatal pár Párizsba akar költözni. Radvánszkyék háza a Nagyszálló közelében volt, a két testvér elindult arrafelé. Útközben Henry szóba hozta Storitz Vilmos nevét. Márk tudott a különcnek tartott német kikosarazásáról, de ez az esemény négy-öt hónappal korábban történt, minthogy ő megkérte volna Mária kezét.
- 4. fejezet

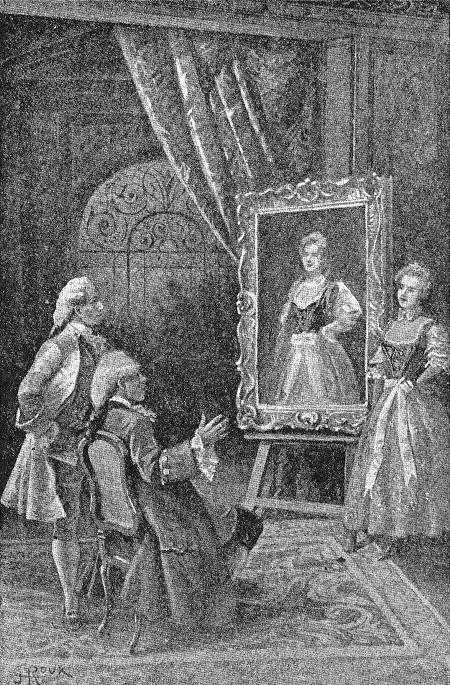
Mária és a festmény

Radvánszkyék házának és a család – eddig még nem látott – tagjainak leírása után a szívélyes vendéglátás eseménysora következett. A francia mérnök örült, hogy végre megismerhette öccse jövendőbeli családját. Mária nagy örömmel mutatta meg Henrynek a róla készülő festményt. A kellemes, meghitt beszélgetés után a férfiak pipaszó mellett töltötték az estét. A Radvánszky család másnapra városnézést tervezett, hogy megmutassák a vendégnek Zimony nevezetességeit. Mária később leült a zongorához, és míg halkan, álmodozva játszott, magyar dalokat énekelt.
Életemben most hallottam először magyar nótát s bár a szövegből semmit sem értettem, a dal csodálatos bűbája, epedő szomorúsága, méla ábrándja, majd kitörő jókedve, kedves pajzánsága magával ragadta lelkemet. Úgy éreztem, mintha egy csodálatos, sohasem látott, titokzatos világ nyílnék meg előttem: egy ismeretlen és olyan rokonszenves, olyan becsülésre méltó népnek, a magyar népnek lelke.
A két francia búcsút vett a háziaktól, és együtt indultak beszélgetve hazafelé. A szállóban Henry gyorsan ágyba bújt, fáradtan nyújtózott végig fekvőhelyén. Már félálomban volt, amikor újra meghallotta a korábbról ismert fenyegető német szavakat: – Jaj Vidál Márknak és Radvánszky Máriának, jaj nekik, ha meg mernek esküdni egymással!
Hallucinációnak vélvén a suttogást Henry hamarosan csöndes, mély álomba merült.
- 5. fejezet

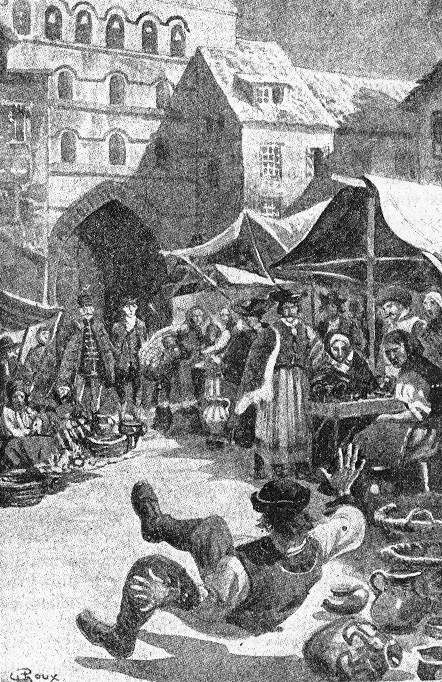
Rejtélyes eset a vásárban

Másnap a francia vendég Radvánszky Ferenccel bejárta a város nevezetességeit. A barangolás közben a város közepén fekvő nagy téren megnézték a heti vásárt. A sok látnivaló mellett még cigányzenét is hallgattak. Egy parasztemberrel furcsa dolog történt, senki nem látta, nem értette, ki öklelhette fel. A Duna-parton szép kertes házak mellett vitt el az útjuk. Itt egy elhanyagolt, komor, kietlen, ijesztő ház kirítt a sorból: ennek Storitz Vilmos volt a tulajdonosa. Henry megpillantotta a porosz férfit, aki a szolgájával beszélgetett a kertben, és ekkor jött rá, hogy a némettel együtt utazott Pesttől a Dorottya nevű hajón.
- 6. fejezet

Henry további két napot át ismerkedett Zimonnyal Ferenc kalauzolásával. Úgy érezte, hogy Hermann, Stortz szolgája állandóan szemmel tartotta őt és öccsét. A mérnök május tizenhatodikán a város környékét akarta bebarangolni, de a huszárkapitány gondterhelt arccal váratlanul meghívta hozzájuk. Radvánszky doktor arról számolt be, hogy az előző nap este Storitz úja megjelent náluk, és harmadszor is megkérte Mária kezét. Az ismételt elutasítás után a kikosarazott fenyegetőzni kezdett, hogy hatalmában áll megakadályozni Márk és jegyese házasságát, majd a dühtől remegve kirohant a szobából. Radvánszky Ferenc a legszívesebben párbajra hívta volna ki a vakmerő németet, de apja és Henry kérésére, egyelőre elállt szándékától.
A következő nap incidens nélkül telt el, de május tizenhetedikéről tizennyolcadikára virradó éjszakán különös, váratlan esemény történt: a templomban a házasulandó párok nevét tartalmazó papírt valaki letépte és darabokra szaggatta. Egy óra leforgása alatt ez még kétszer megismétlődött, de nem látta senki, hogy ezt a sorozatos aljasságot ki tehette. Végül a házasulandók névsora elé sűrű vasrácsot tettek.
Radvánszky doktor, Ferenc és Henry érezték, hogy Storitz Vilmos háborút, kérlelhetetlen, könyörtelen harcot indított ellenük.
- 7. fejezet

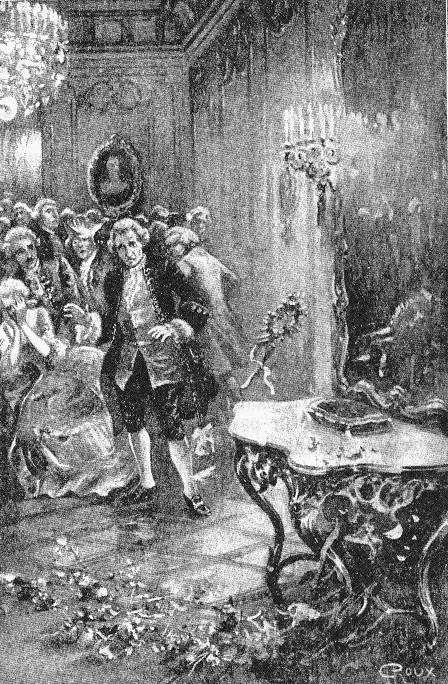
A lebegő mirtuszkoszorú

A Nagyszállóban a további teendőket vitatták meg Henryék, majd az esti nagy ünnepségre terelődött a szó. 150 vendéget vártak a rendezvényre, ahol Mária és Márk tervezték aláírni a házassági szerződésüket. Annak ellenére, hogy Storitz Vilmos ott ólálkodott a ház körül, kellemes és nyugodt volt a bál hangulata.
A szomszéd szobában rázendített a cigányzenekar. Már Franciaországban sokat hallottam a magyar népdalról és a cigányokról, akik a magyar nótát csodálatos művészi szépséggel játsszák a hegedűn. De most, hogy egy egész banda játékát hallottam, minden várakozásomat felülmúlta a valóság. Már a vásáron hallott cigánymuzsika is megkapott. Pedig azok csak egyszerű, falusi cigányok voltak, Radvánszkyék estéjén azonban elsőrendű banda játszott.

Igazi művészek, kik úgy tudják előadni a magyar nép lelkéből fakadt mélabús és szomorú dalokat, hogy még az idegen lelkét is azonnal megveszik vele. Míg ezt a muzsikát hallgattam, úgy éreztem, hogy mindig itt éltem ezen a földön, itt van népem, fajom, itt élnek véreim, hozzátartozóim. Nem is voltam már vendég, a Párizsból ideutazott Vidal Henry. A nóta, a magyar nóta, – mintha engem is magyarrá varázsolt volna.
Amikor Henry Máriával valcert táncolt volna, akkor felhangzott a Gyűlölet himnusza. Az ének már a szalon közepéről hallatszott, de az éneklőt senki sem látta. Egy láthatatlan kéz hirtelen megragadta a kandalló párkányára tett házassági szerződést, és a menyasszony virágcsokrával együtt darabokra szaggatta. Végül Mária mirtuszkoszorúját rabolta el a láthatatlan zavarkeltő.
- 8. fejezet

Másnap az egész városban a Radvánszkyék estélyén történt szörnyűségekről beszéltek. Az emberek szerint a kínos incidens mögött valami titokzatos és érthetetlen hatalom állt. Az ellenséges merénylet elkövetésével a korábban kosarat kapott Storitz Vilmost gyanúsították. Radvánszkyék a városházára mentek, és a rendőrkapitány tudtára adták a történteket. Székely rendőrfőnök már hallott az esetről, és a részletes beszámoló után megkérte az engedélyt a felettes hatóságtól, hogy házkutatást tarthassanak Storitznál. Radvánszky Ferenc és Henry is elindultak a Storitz-ház felé, hogy ott legyenek a vizsgálatnál.
- 9. fejezet

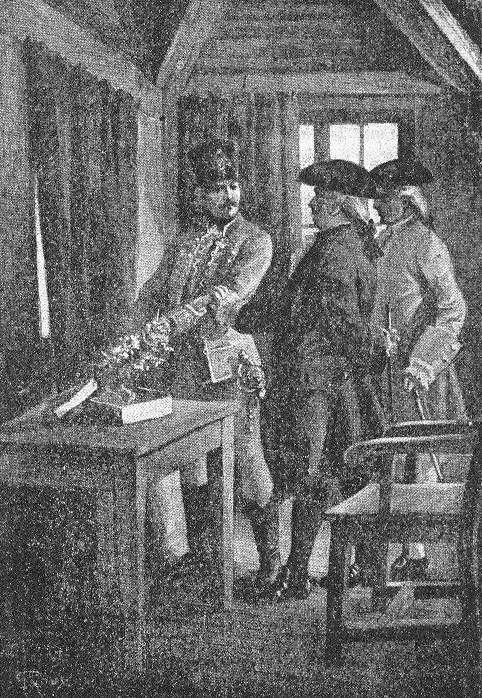
Házkutatás a Storitz-házban

Amikor Ferenc és Henry odaértek, a ház teljesen kihaltnak tűnt. Az kert és a bejárat zárait egy lakatos törte fel, majd hat polgári ruhába öltözött titkosrendőr Székely rendőrfőnök vezetésével nekilátott a házkutatásnak. Bár a kemencében még ott izzott néhány fadarab, a ház teljesen némának tűnt, mintha semmiféle élő lélek nem lakott volna ebben az épületben. A helyiségeket bejárva senkivel sem találkoztak. Egyedül Storitz Ottó arcképe nézett rájuk, mintha valami földöntúli hatalommal felruházott misztikus lény lett volna. A dolgozószobában kizárólag fizikai, kémiai és matematikai munkák voltak a polcon felhalmozva. A szoba egyik sarkában egy csomó kémiai felszerelésre bukkantak: tölcsérek, lombikok, mindenféle alakú csövek, különös formájú edények, ásványok. Az asztalon heverő könyveket, kéziratokat és egyéb irományokat hivatalosan lepecsételték és magukhoz vették. A kandallón egy furcsa alakú, kék színű üveget találtak. A benne lévő sárgásbarna folyadék véletlenül kiömlött a padlóra, és kesernyés szagot árasztva néhány pillanat múlva teljesen elpárolgott. A kutatás vége felé az egyik – őrségben álló – hatalmas termetű rendőr rémülten kiáltott fel, egy láthatatlan alak fellökte, a legény minden porcikájában reszketve állt a fal mellett. A toronyszobában az egyik sarokban egy kemény papírskatulya hevert. Ferenc kinyitotta ezt a skatulyát: Mária elrabolt mirtuszkoszorúja volt benne.
- 10. fejezet

Most már bizonyossá vált, hogy Storitz Vilmos követte el a tegnap esti merényletet. A koszorú megtalálásának történetét Henryék egyelőre a hölgyek – és a nyilvánosság – elől eltitkolták. A német cselszövő egyébként elhagyta Zimonyt, Sprembergbe utazott, hogy jelen legyen a május 25-i megemlékezésen, amit apja halálának évfordulóján rendeztek. A főispán utasította a rendőrséget, hogy ha Storitz megjelenne a városban, azonnal tartóztassák le. Sőt, kiutasító végzést is hozott, amelyben értesíti a határrendőrséget, hogy Storitz Vilmosnak tilos Magyarország területére lépni. Márk és Mária házasságkötésének napja közeledett.
- 11. fejezet

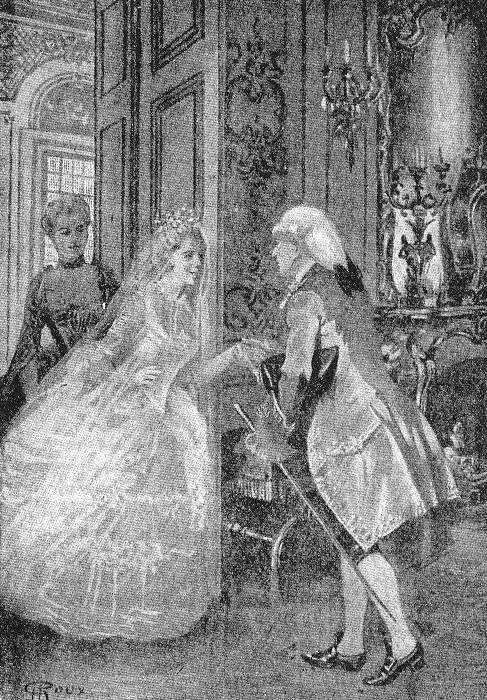
Az esküvő napján

Radvánszky Ferenc Sprembergbe akart utazni, hogy leszámoljon Storitz Vilmossal. Henrynek nem is kis energiájába került, amíg a barátját le tudta beszélni erről az esztelenségről. Az utolsó napokat feszült, nyugtalan lelkiállapotban töltötték. Vidál mérnök aggodalmasan sétált a városban, a kikötőbe érkező hajót is vizsla szemmel figyelte, de a német gazfickónak nyomát sem látták. A rendőrfőnök véleménye szerint is valószerűtlen, hogy Storitz a városban lenne.
Az esküvő napján délután négy órakor mindannyian ott voltak a Radvánszky-házban. A vendégekkel együtt indultak a templomba, ahol a vőfélyek és nyoszolyólányok már ott várakoztak. Megindult a lakodalmi menet, elől a botos násznagy s a díszmagyarba öltözött vőfélyek és rózsaszínruhás nyoszolyólányok közepette az ifjú jegyespár. Az oltárnál az őszhajú öreg pap néhány meleg mondatot intézett az ifjú párhoz. A szertartást azonban megzavarta egy láthatatlan valaki, Máriát ellökte kedvesétől, a két jegygyűrűt pedig elhajította. Majd gyűlölettől lihegő hangon ezt kiáltotta: – Átok Vidál Márkra és átok Radvánszky Máriára! Átok, átok!
„Néhány pillanatnyi rémült csend után valósággal páni félelem fogta el az embereket. A férfiak kiabáltak, az asszonyok sírtak, jajveszékeltek, mindenki hangos kiáltással igyekezett a templomból menekülni.”
- 12. fejezet[2]
- 13. fejezet

Most már kétség nem fért hozzá, hogy Storitz Vilmos az apjától valami titkos kémiai szert örökölhetett, mellyel láthatatlanná tudott válni. Máriát azonnal hazavitték, ám a fiatal leány csak órák múlva tért magához, sajnos kiderült: eszét vesztette. Ezt látván Radvánszkyné ájultan esett össze, Márk és a család többi tagja is kétségbe esett. Az egész város fel volt háborodva, nagy tömeg vette körül a komor Storitz-házat. A rendőrfőnök kordont rendelt a ház köré, hogy a dühös, egyre gyarapodó tömeg ellen megvédelmezze. Storitz bosszúterve június 4-én folytatódott. Márkot megszúrta a láthatatlan gonosztevő, a kés acélpengéje a fiatal férfi egyik bal oldali bordája mellett csúszott el. Aznap este valaki fáklyát gyújtott a német házának toronyszobájában, de a nyomozók nem találtak az épületben az elkövetőt. Másnap délelőtt a templomtoronyból vad, össze-vissza kongó harangzúgás hallatszott. Átkutatták a templomtornyot, a harangszobát, de sehol senki nem volt. A rémült lakosságot csak nehezen lehetett megnyugtatni.
- 14. fejezet

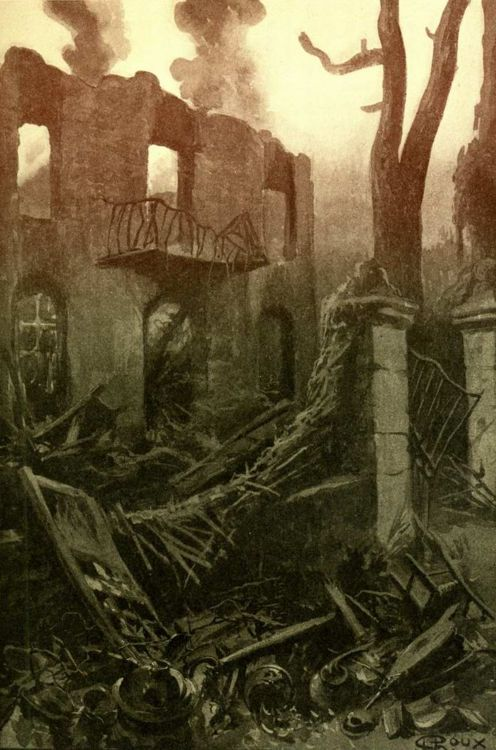
A Storitz-ház maradványai

Június 6-án Márk állapota annyit javult, hogy átvihették Radvánszkyékhoz. A rendőrfőnök emberivel együtt hozzákezdett a ház alapos átvizsgálásához. A város boltosai már napok óta panaszkodtak a rendőrségen, hogy az áruik nyomtalanul eltűntek. A tolvaj nem lehetett más, mint Storitz öreg szolgája, Hermann, aki a dühös lakosság előtt nem mert mutatkozni, és ilyen módon gondoskodott gazdája ellátásáról. Radvánszky Mária állapota még mindig igen súlyos volt. A szerencsétlen fiatal leány nem nyerte vissza az öntudatát. Június 14-én a lakosságon nagy nyugtalanság vett erőt. A rendőrkordont félrelökték, a kertajtót feltépték, a ház kapuját betaszították, a dolgozószobában lévő laboratóriumi szereket, üvegeket, lombikokat darabokra zúzták. A dühös tömeg – mielőtt a segítségül érkezett rendőrség beleavatkozhatott volna -, felgyújtotta a gyűlölt házat. Néhány percen belül lobogó lángok, nagy fekete füstgomoly szállt fel arról a helyről, mely Storitz Vilmos lakhelye volt, egy óra múlva pedig már csak a négy kopasz, sivár fal meredezett düledezőn és piszkosan.
Az embereket valami megkönnyebbülés fogta el, talán azt képzelték, hogy a titokzatos, láthatatlan ember ott pusztult el az égő házban.
- 15. fejezet

A városban a kedélyek a gyújtogatás után egy kicsit megnyugodtak, a Radvánszky-házban azonban továbbra is feszült volt a hangulat. Június 16-án Henry Székely rendőrfőnökkel találkozott a Duna-parton. A sötétben meghallották Storitz hangját, aki a szolgájával beszélgetett a további teendőkről. A két láthatatlan férfi fel-alá járkált, és egyszer olyan közel jutottak Vidálékhoz, hogy azok megpróbálták elfogni őket, de nem jártak sikerrel. Mindenesetre megtudták, hogy Storitz és Hermann hamarosan kénytelenek visszatérni a házuk romjaihoz, hogy ott a titokzatos folyadék rejtekhelye után kutassanak. Henry visszatért a Radvánszky-házba, majd megbeszélte az apával, hogy a családnak feltűnés nélkül el kell utaznia a városból. Az utazás azonban elmaradt, mert Mária rejtélyes módon eltűnt a szobájából, hosszas keresésé után sem jutottak a nyomára.
- 16. fejezet

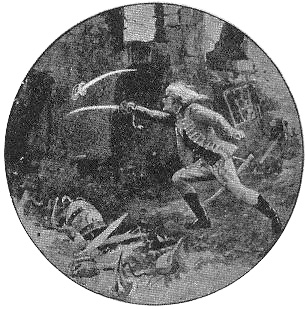
A végzetes párbaj

Radvánszky Ferenc három barátjával elment Storitz leégett házához, ahová Henry is velük tartott. Rövid várakozás után meghallották, hogy valakik a kertben köveket mozdítottak meg, és egymás között németül társalogtak. Radvánszky Ferenc rátámadt az egyikükre, a többiek a segítségre siettek, négyüknek sikerült lefogni a teljes erejéből dulakodó – láthatatlan – embert. Az ördögi fickó azonban hirtelen lerázta a támadóit magáról, és megpróbált elfutni. Ám nem menekülhetett, mert közben a közelben várakozó a rendőrök is a helyszínre értek, és szoros kordonban lépésről lépésre szűkítették körülötte a teret. A következő pillanatban Ferenc barátjának kardja kirepült a hüvelyéből. Storitz tudta jól, hogy elveszett, de utolsó erejével meg akarta még bosszulni magát Henryn és Ferencen. A huszártiszt vad dühvel támadt ellenfelére, és bár vágást kapott a vállára, a fantomot halálosan megsebesítette. Storitz teste először homályosan, összefolyó körvonalakban jelent meg, aztán a halott alak teljesen láthatóvá vált.
- 17. fejezet

Miután Storitz holttestét elszállították, a kertben a rendőrség tovább folytatta a kutatást a titkos raktár után. Hamarosan meg is találták a föld alatt, oda menekült el Hermann is, és kegyelemért könyörgött. Meg azért, hogy engedjék meg neki, hogy a rejtekhelyen lévő palackok egyikét kiihassa, mert akkor aztán újra visszanyerheti emberi alakját. A pince falánál faállvány állott, rajta a palackok, az egyik fele egyes, a másik fele kettes számmal ellátva. Az egyik kettes számúból kortyolt az öreg, és az alakja lassan láthatóvá vált. Ekkor a rendőrfőnök intésére két rendőr leszedte a polcon lévő üvegeket, és egytől-egyig földhöz vágta őket. Henry a Radvánszky-házban elmesélte a korábban történteket. Hermannt a városházán vallatóra fogták, de a szolga nem tudott Mária eltűnésével kapcsolatban semmiről. Radvánszkyék és Márk ekkor úgy gondolták, hogy az utolsó reménységünk is elveszett. Aznap este nyolc órakor azonban megdöbbentő dolog történt: a szalon ajtaja kinyílt, de senkit nem láttak belépni rajta, egy tiszta, csengő, puha és édes női hang szólott a bent lévőkhöz: Máriáé. Valószínűleg, amikor Storitz láthatatlanná tette, nem rabolta el, és a fiatal leány otthon feküdt láthatatlanul ágyában, teljesen eszméletlenül huszonnégy órán keresztül. A lány váratlan megjelenése örömöt okozott a családtagoknak és Vidáléknak, de mindannyiunkat halálosan kínozta a szörnyű tudat, hogy Mária örökké láthatatlanná vált, mert hiszen az, aki újra vissza tudná adni neki látható alakját, elköltözött az élők világából.
- 18. fejezet

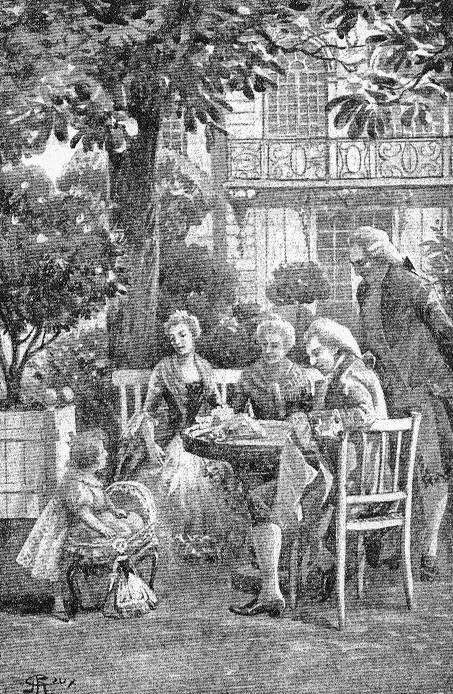
A kis Mária és a boldog család

Mária hamarosan tisztában volt a helyzetével, a kezdeti kétségbeesését szelíd beletörődés követte. Henry és a rendőrfőnök belátta, hogy elhamarkodott intézkedés volt a titokzatos folyadékot tartalmazó üvegek összetörése. Hermann továbbra sem tudott felvilágosítással szolgálni a rejtélyes folyadék előállításáról, ezért szabadon engedték, visszamehetett Németországba. Június végén Márk és – a továbbra is láthatatlan – Mária összeházasodtak. A templomban akadály nélkül lezajlott a korábban félbeszakadt ceremónia: a két fiatal egymás élettársa lett, elválaszthatatlanul és felbonthatatlanul. Miközben az öreg pap áldóan nyújtotta ki kezét Márk és a fiatalasszony felé, Isten csodát tett: Mária ismét láthatóvá vált. „Ott állt hosszú fehér ruhájában, szebben és bájosabban, mint valaha. Ott állt és szemét áhítatosan az ég felé emelve, kezeit összekulcsolva, némán, de annál bensőségesebben adott hálát az Úrnak, ki a sok viszontagság után megváltotta szenvedéseitől.”
Örömteli napok következtek mindannyiukra. A fiatal pár egy hónapot töltött a Radvánszky-házban. Azután búcsút mondtak szüleiknek, a városnak és Párizsba költöztek. Máriánál és Márknál talán csak két boldogabb emberpár volt: az öreg Radvánszkyék, akik minden évben meglátogatták legalább egy hónapra a fiatalokat, hogy örüljenek boldogságuknak, hogy gyönyörködhessenek unokájukban, a kis Máriában.
|  | Itt a vége a cselekmény részletezésének! |

## Szereplők

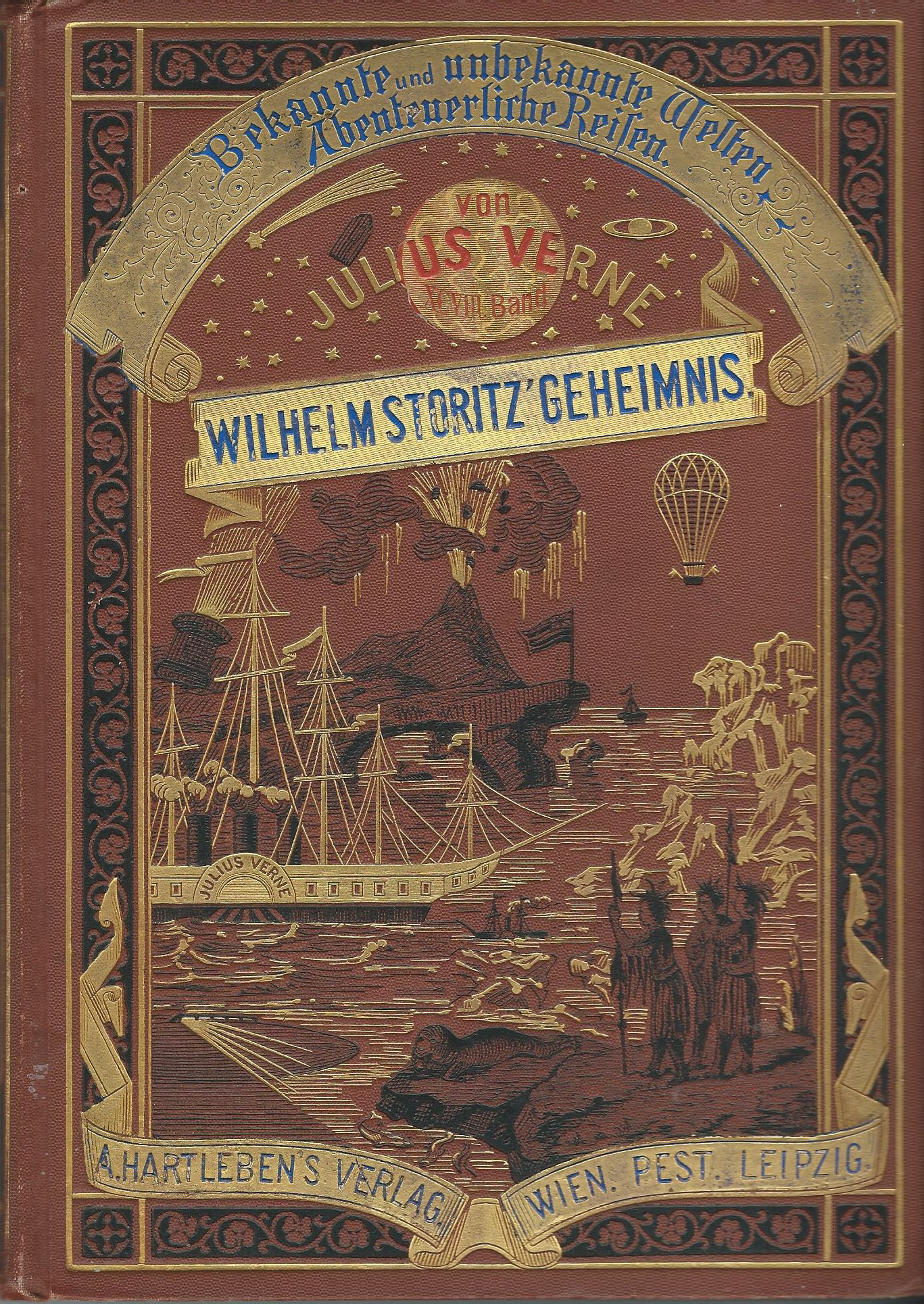
Az 1911-es Hartleben-féle német kiadás borítója

- Vidál Henry, 33 éves francia vegyészmérnök
- Vidál Márk, 28 éves arcképfestő, Henry öccse
- Storitz Vilmos, 35 éves; Storitz Ottónak, a híres német kémikusnak a fia
- Radvánszky Mária, 20 éves magyar lány, Vidál Márk menyasszonya
- Radvánszky Ferenc, 28 éves huszárkapitány, Mária bátyja
- Radvánszky Imre, 50 éves doktor
- Radvánszkyné 45 éves asszony, Ferenc és Mária édesanyja
- Székely rendőrfőnök
- francia rendőrtiszt, Henry barátja
- Győry Mihály hadnagy
- Neményi Lajos táblabíró
- Hermann, Storitz szolgája
- főispán